# 500 miles d'Indianapolis 1989

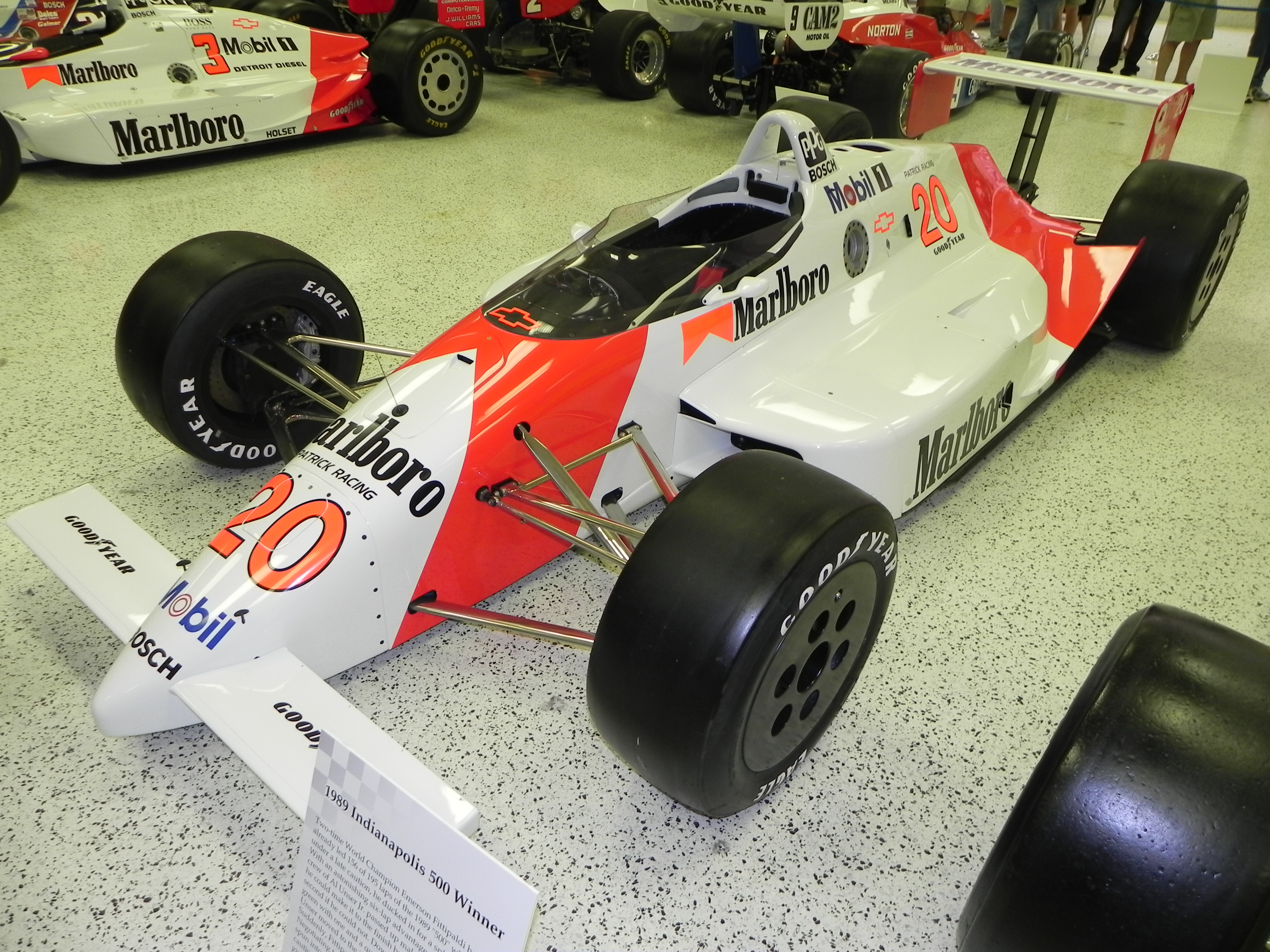
La Penske-Chevrolet d'Emerson Fittipaldi, victorieuse de l'édition 1989 des 500 miles d'Indianapolis.

Les 500 miles d'Indianapolis 1989, organisés le 28 mai 1989 sur l'Indianapolis Motor Speedway, ont été remportés par le pilote brésilien Emerson Fittipaldi sur une Penske-Chevrolet.

## Grille de départ
| Ligne | Intérieur     | Milieu              | Extérieur           |
| 1     | Rick Mears    | Al Unser            | Emerson Fittipaldi  |
| 2     | Jim Crawford  | Mario Andretti      | Scott Brayton       |
| 3     | Bobby Rahal   | Al Unser Jr.        | Raul Boesel         |
| 4     | A. J. Foyt    | Randy Lewis         | John Andretti       |
| 5     | Teo Fabi      | Gary Bettenhausen   | Arie Luyendyk       |
| 6     | Tero Palmroth | Scott Pruett        | Ludwig Heimrath Jr. |
| 7     | Didier Theys  | Bernard Jourdain    | Michael Andretti    |
| 8     | Tom Sneva     | Gordon Johncock     | Derek Daly          |
| 9     | John Jones    | Danny Sullivan      | Kevin Cogan         |
| 10    | Rocky Moran   | Dominic Dobson (en) | Bill Vukovich III   |
| 11    | Davy Jones    | Pancho Carter       | Rich Vogler         |

La pole a été réalisée par Rick Mears à la moyenne de 360,308 km/h. Il s'agit également du chrono le plus rapide des qualifications.

## Classement final
| no | Pilote               | Voiture          | Tours | Temps/Abandon     |
| 1  | Emerson Fittipaldi   | Penske-Chevrolet | 200   |                   |
| 2  | Al Unser Jr.         | Lola-Chevrolet   | 198   | accident          |
| 3  | Raul Boesel          | Lola-Judd        | 194   |                   |
| 4  | Mario Andretti       | Lola-Chevrolet   | 193   |                   |
| 5  | A. J. Foyt           | Lola-Cosworth    | 193   |                   |
| 6  | Scott Brayton        | Lola-Buick       | 193   |                   |
| 7  | Davy Jones           | Lola-Cosworth    | 192   |                   |
| 8  | Rich Vogler          | March-Cosworth   | 192   |                   |
| 9  | Bernard Jourdain (R) | Lola-Cosworth    | 191   |                   |
| 10 | Scott Pruett (R)     | Lola-Judd        | 190   |                   |
| 11 | John Jones (R)       | Lola-Cosworth    | 189   |                   |
| 12 | Bill Vukovich III    | Lola-Judd        | 186   |                   |
| 13 | Ludwig Heimrath Jr.  | Lola-Judd        | 185   |                   |
| 14 | Rocky Moran          | March-Cosworth   | 181   |                   |
| 15 | Derek Daly           | Lola-Judd        | 167   |                   |
| 16 | Tero Palmroth        | Lola-Cosworth    | 165   | mécanique         |
| 17 | Michael Andretti     | Lola-Chevrolet   | 163   | moteur            |
| 18 | Dominic Dobson (en)  | Lola-Cosworth    | 161   | moteur            |
| 19 | Jim Crawford         | Lola-Buick       | 135   | mécanique         |
| 20 | Didier Theys (R)     | Penske-Cosworth  | 131   | moteur            |
| 21 | Arie Luyendyk        | Lola-Cosworth    | 123   | moteur            |
| 22 | Pancho Carter        | Lola-Cosworth    | 121   | électricité       |
| 23 | Rick Mears           | Penske-Chevrolet | 113   | moteur            |
| 24 | Al Unser             | Penske-Chevrolet | 68    | embrayage         |
| 25 | John Andretti        | Lola-Buick       | 61    | moteur            |
| 26 | Bobby Rahal          | Lola-Cosworth    | 58    | moteur            |
| 27 | Tom Sneva            | Lola-Buick       | 55    | incendie          |
| 28 | Danny Sullivan       | Penske-Chevrolet | 41    | train arrière     |
| 29 | Randy Lewis          | Lola-Cosworth    | 24    | roulement de roue |
| 30 | Teo Fabi             | March-Porsche    | 23    | allumage          |
| 31 | Gordon Johncock      | Lola-Buick       | 19    | moteur            |
| 32 | Kevin Cogan          | March-Cosworth   | 4     | accident          |
| 33 | Gary Bettenhausen    | Lola-Buick       | 0     | moteur            |

Un (R) indique que le pilote était éligible au trophée du "Rookie of the Year" (meilleur débutant de l'année), attribué à Bernard Jourdain et Scott Pruett.

## Sources
- (en) Résultats complets sur le site officiel de l'Indy 500